# Сквер Булгакова
Сквер Булгакова — сквер в Пресненском районе Москвы на пересечении Спиридоньевского и Большого Козихинского переулков.
Ранее безымянный сквер близ Патриарших прудов получил имя писателя Михаила Булгакова в 2015 году. Инициатором именования выступил заместитель мэра Москвы по вопросам социального развития Леонид Печатников. Решение было принято 20 октября 2015 года на заседании Правительства Москвы.
Вскоре после переименования было предложено установить в сквере памятник писателю, приуроченный к 125-летию со дня его рождения. Финансирование проекта обеспечил Международный благотворительный фонд П. И. Чайковского, 24 ноября идею поддержали члены комиссии Московской городской думы по монументальному искусству, а 14 декабря — комиссии по культуре и массовым коммуникациям.
Городской конкурс на создание памятника выиграл скульптор Георгий Франгулян (участник конкурса на памятник Булгакову на Патриарших прудах 1999 года). Скульптура Фрагнуляна получила высоту в 1,5 человеческих роста, писатель стоял в костюме и пальто, со шляпой в руке и папиросой в зубах. Бронзового Булгакова планировалось установить на гипсовый постамент в форме стопки рукописей.
Проект не нашёл поддержки среди местных жителей, мнение которых выразили муниципальные депутаты. После опросов общественного мнения городские власти отказались от установки памятника в сквере Булгакова, и в конце 2016 — начале 2017 года подобрали для него новое место в сквере между домами № 35—37 по Большой Пироговской улице.